# Pirika Nupuri
Pour les articles homonymes, voir Nupuri (homonymie).
Le Pirika Nupuri (ピリカヌプリ, Pirika-nupuri) est une montagne culminant à 1 631 m d'altitude dans les monts Hidaka en Hokkaidō au Japon.